# Айдер
Айде́р, іноді Айдар (крим. Ayder, حيدر; нар. ? — пом. 1487) — кримськотатарський державний, політичний і військовий діяч. Кримський хан (1456) з династії Ґераїв. Син Хаджі I Ґерая, засновника Кримського ханства.

## Біографія
У 1456 р. організував переворот і на деякий час усунув батька від влади. Імовірно, Айдеру протегувала Золота Орда, незадоволена курсом Хаджі Ґерая на незалежність Криму. Під час свого короткого перебування на престолі Айдер прагнув привернути на свою сторону генуезьку Кафу, обіцяючи понизити розміри щорічної дані з італійських володінь в Криму.
Після повалення втік від батька до Литви, де залишався до смерті Хаджі Ґерая. За панування свого брата Нур-Девлета повернувся на батьківщину. Під час боротьби Менглі I Ґерая з Нур-Девлетом підтримував останнього і з цієї причини потрапив під арешт, але незабаром був звільнений і в перше правління Менглі I Ґерая перебував в Криму, беручи участь у військових походах.
Близько 1477 р. (в період тимчасового відновлення ординської влади в Криму) разом з Нур-Девлетом втік до Литви, де пробув два роки.
Осінній 1479 р. разом з Нур-Девлетом переселився з Великого князівства Литовського до Московії. Незабаром з невідомих причин потрапив в немилість до московського великого князя і був відправлений у заслання до Вологди.
У 1487 р. польський король запрошував Айдера повернутися до Литви, але це не було здійснено: незабаром Айдер помер у засланні.